# پایگاه آب‌نشین مونپونست پاند
پایگاه آب‌نشین مونپونست پاند (به انگلیسی: Monponsett Pond Seaplane Base) یک فرودگاه همگانی بهره‌برداری هوایی است که یک باند فرود آب دارد و طول باند آن ۹۷۵ متر است. این فرودگاه در شهر هلیفکس، ماساچوست کشور ایالات متحده آمریکا قرار دارد و در ارتفاع ۱۶ متری از سطح دریا واقع شده‌است.